# Halyna Zubčenko
Halyna Oleksandrivna Zubčenko (in ucraino Галина Олександрівна Зубченко?; in russo Галина Александровна Зубченко?, Galina Aleksandrovna Zubčenko; Kiev, 19 luglio 1929 – Kiev, 4 agosto 2000) è stata una pittrice, muralista, attivista ucraina e membro del Club della Gioventù Creativa.
È entrata a far parte dell'Unione degli artisti dell'Ucraina nel 1965.

## Biografia

### Primi anni di vita
Halyna Zubčenko nacque a Kiev nel 1929 in una famiglia di studiosi. Suo padre, Oleksandr Avksentevyč Zubčenko, studiava scienze agrarie e sua madre, Hanna Skrypcyns'ka, era una ricercatrice presso l'Accademia delle scienze dell'Ucraina.

### Inizi di carriera
Il primo insegnante d'arte di Zubčenko fu Okhrim Kravčenko, un pittore della scuola Boyčukist. Proseguì i suoi studi al Palazzo della Creatività dei Bambini sotto l'egida di Elizabeth Piskors'ka, allieva di Fedir Kričevs'kyj e Mychajlo L'vovyč Bojčuk.
Dal 1944 al 1949 Zubčenko frequentò la Scuola d'Arte Repubblicana, dove prese lezioni di pittura e disegno da Vladimir Bondarenko, un altro discepolo di Fedir Kričevs'kyj. Dopo la scuola secondaria, studiò presso l'Istituto statale d'arte di Kiev con Oleksii Šovkunenko. Si diplomò nel 1959.
Nell'estate del 1956 Zubčenko si recò nella Lemkivščyna, una regione nella parte più bassa dei Carpazi, per praticare la pittura en plein air. Si interessò vivamente alle usanze della comunità locale hutsul; traendo ispirazione dalla loro vita quotidiana, si mise a realizzare studi e schizzi che sarebbero diventati la base per la sua opera Arkan, completata in seguito nel corso dello stesso anno. Molti anni dopo, la pittrice disse:«quote|I Carpazi sono il mio mondo interiore, il mio sogno che si è avverato. Fin dalla mia infanzia, ho vissuto in due epoche diverse: nei tempi antichi della Rus' di Kiev e nel presente. Sono sempre stata molto attratta dal passato antico ma non riuscivo a trovare quello che cercavo a Kiev. Ma lì, in montagna, ho scoperto lo spirito dei tempi antichi... dell'antica Kiev. . . L'ho visto nel modo in cui le persone vivono, nei vestiti che indossano, nei loro costumi, nel modo in cui parlano.»

Sera sui carpazi

Nel 1957 Zubčenko tornò nei Carpazi, questa volta a Rička, un villaggio vicino al fiume Kosovo, dove visse con una famiglia hutsul. Lì dipinse vari ritratti e paesaggi, tra cui Una ragazza del villaggio di Rička, Salici, Senza un musicista non ci sarebbe una festa e Dove vivono gli orsi di montagna. L'estate successiva si recò nel villaggio di Brustory per continuare la sua serie di ritratti. Vi dipinse Ragazze del villaggio di Brustory (ora parte di una collezione privata a Philadelphia, Stati Uniti), Una ragazza tra i fiori, Seme Paliy, Un custode della chiesa, Una piccola principessa (ora parte di una collezione privata in Australia), Sera argentea, La casa di un vicino e numerosi paesaggi.

### Diploma
Zubčenko decise di dipingere un tradizionale matrimonio hutsul per il suo diploma. Matrimonio hutsul, un grande olio su tela, raffigura un corteo nuziale che scende da una collina; è una delle sue opere centrali, in cui riflette l'esperienza del viaggio triennale nei Carpazi.
Lo staff dell'Istituto statale d'arte di Kiev ritenne il dipinto eccessivamente nazionalista e costrinse Zubčenko a modificarlo. Per quanto Oleksii Shovkunenko, il supervisore del suo progetto, si fosse sforzato di evitarlo, l'artista dovette cambiare lo sfondo e l'aspetto delle figure principali.

### Dipinti carpaziani
Tra il 1959 e il 1964 Zubčenko fece diverse visite sui Carpazi e produsse un'altra serie di dipinti della campagna ucraina e del popolo hutsul. Alcune delle opere di questo periodo sono Mojsjučka, La Principessa Paraska, Una vecchia indovina, Signora delle montagne, vari ritratti di uomini (Proprietario, L'hutsul Nicola, Lehin ) e bambini (Vasjuta, Vasjuta e suo fratello, Čičko) e i paesaggi Sopra il Čeremoš, Nuvole camminano sopra Verchovyna e Serata da sogno.

### Arte monumentale

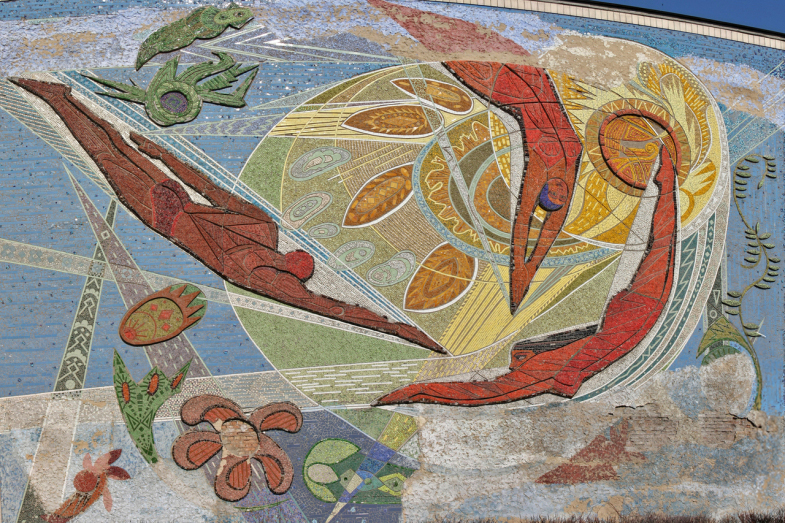
Movimento, (1969). Mosaico. Svjatošino, Kiev.

Nel 1962 Zubčenko entrò a far parte del Club della Gioventù Creativa (Клуб творчої молоді), un gruppo multidisciplinare fondato da Les Tanjuk nel 1959 e dedicato alla promozione della cultura ucraina. Lei e altri amici artisti – Alla Hors'ka, Nadija Svitlyčna, Viktor Zarec'kyj, Halyna Sevruk e Ljudmyla Semykina – crearono una divisione specializzata in arti visive, diretta da Veniamin Kušnir.
Nel 1964 Zubčenko, Hors'ka, Opanas Zalyvacha, Semykina e Sevruk realizzarono Shevchenko. Madre, una vetrata per l'atrio dell'edificio rosso dell'Università Nazionale di Kiev. Poiché l'opera era considerata "ideologicamente ostile", le autorità dell'università ordinarono di distruggerla.
Nel 1965, mentre lavorava per l'Accademia di architettura, Zubčenko ricevette l'incarico di decorare le pareti esterne della scuola n. 5 di Donec'k. Alla Horska la assistette con gli schizzi per gli otto mosaici, che misuravano tra i 10 e i 15 metri quadri ciascuno. Mentre lavoravano agli schizzi, Zubčenko e Hors'ka consultarono il pittore Gregory Sinica, che divenne direttore del progetto. Altri membri del Club come Zareckyj, Svitlyčna, Hennadij Marčenko e Vasyl' Parachin collaborarono con loro. Partecipò alla realizzazione dei seguenti pannelli monumentali e decorativi: Spazio, Elementi d'acqua, Fuoco, Terra, Il crinale del minatore (Prometeo), Vento e salice, Sole, Sottosuolo, Mondo Animale.
Zubčenko sposò il pittore Hryhor Pryšedko nel 1967. La coppia lavorò insieme per dieci anni alla decorazione di diversi edifici pubblici a Mariupol e Kyiv, in particolare gli istituti dell'Accademia delle scienze dell'Ucraina. Realizzarono i mosaici su larga scala Ucraina in fiore (1967, Ždanov), Movimento (1969, Palazzo della Scienza e degli Sport a Svjatošino, Kiev), Vittoria (1971, Istituto di Oncologia, Kiev), Fabbri della modernità (1974, Istituto per la Ricerca Nucleare, Kiev), Signori del tempo (1975, Istituto di Cibernetica, Kiev) e Il trionfo della cibernetica (1977, Istituto di Cibernetica, Kiev). Dopo la morte di Pryšedko nel 1978, continuò a lavorare su progetti artistici monumentali.

### 1980 - 1990
Nel 1981, Zubčenko realizzò la vetrata Primavera, Estate, Autunno per l'Istituto di Urologia di Kiev e vari mosaici per il Dubrava Health Resort a Železnovodsk, come Leggenda del Narty, Storie e leggende del nord del Caucaso e Sole felice. I restanti schizzi per questi mosaici sono stati trasferiti al Museo degli anni Sessanta di Kyiv, nel 2010.
Nel 1985 Zubčenko tornò sui Carpazi dopo molto tempo. Dipinse L'ultimo raggio di sole, La fattoria di Rogatynyukiv, Principessa Yaroslava e Trasporto di pere e prugne.
Nel corso degli anni '90 Zubčenko lavorò a una serie di oltre cento acquerelli raffiguranti scenari naturali della Crimea, alcuni dei quali si trovano al Museo d'arte di Simferopol e al Museo d'arte di Sebastopoli in Crimea. Dipinse anche vedute del Monastero delle Grotte di Kiev e paesaggi dell'Ucraina centrale, come Mattino sul Ros'. Altre opere di questo periodo, tra cui Il potere dello spirito e Nostra Signora di Počaïv, sono basate su temi cristiani.

## Mostre
Zubčenko ha partecipato a diverse esposizioni internazionali, nazionali e comunali e ha organizzato cinque mostre personali. Nel 1999 l'Ambasciata della Croazia in Ucraina la invitò a organizzare una mostra delle sue opere a Zagabria.
I suoi dipinti si trovano nel Museo dell'arte popolare Hutsul di Kolomyja, nella Galleria d'arte di Mariupol, nel Museo d'arte di Kirovohrad, nel Museo Ivan Hončar a Kiev, nella Galleria d'arte di Sebastopoli e nel Museo d'arte di Sinferopoli, nonché in gallerie d'arte e collezioni private negli Stati Uniti, in Canada, Argentina, Giappone, Australia, Taiwan, Germania e Croazia.

## Galleria d'immagini

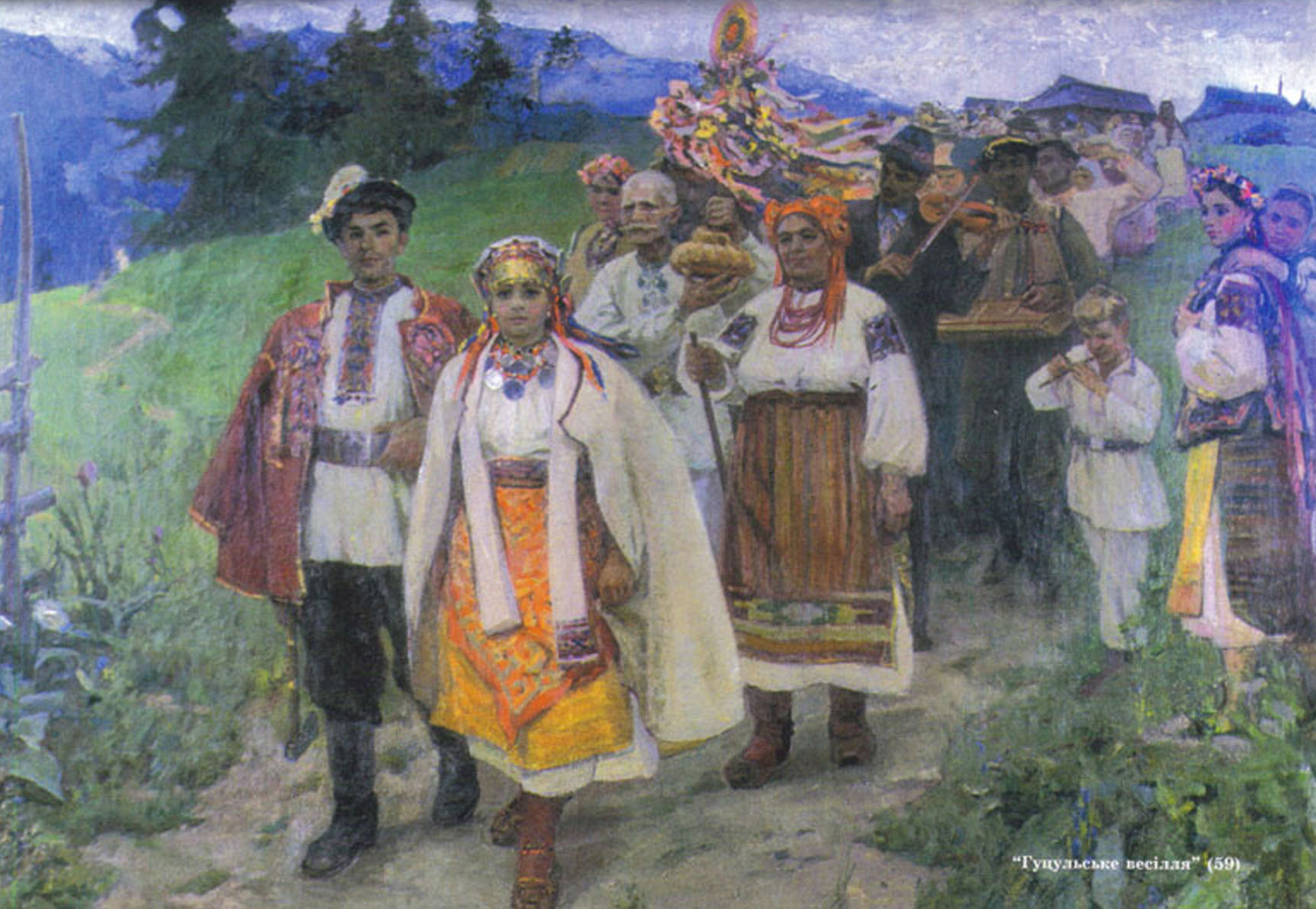
Matrimonio hutsul, (1959). Olio su tela, 180 × 241 cm. Museo Ivan Hončar, Kiev.
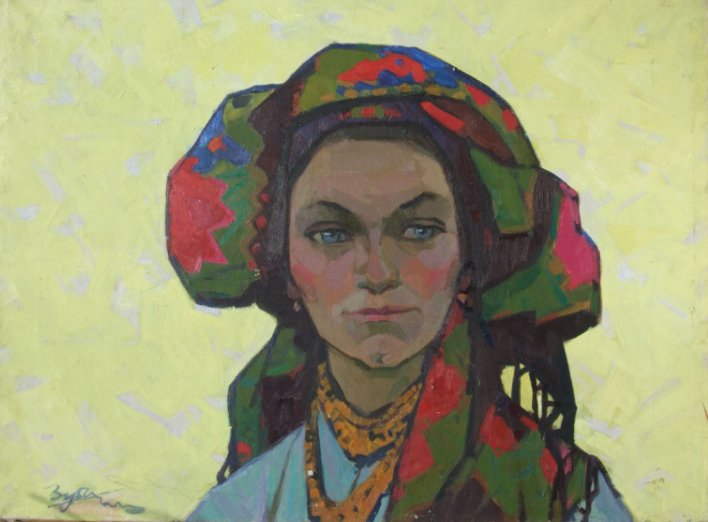
Padrona delle montagne, (1962). Olio su tela, 72 × 95 cm.
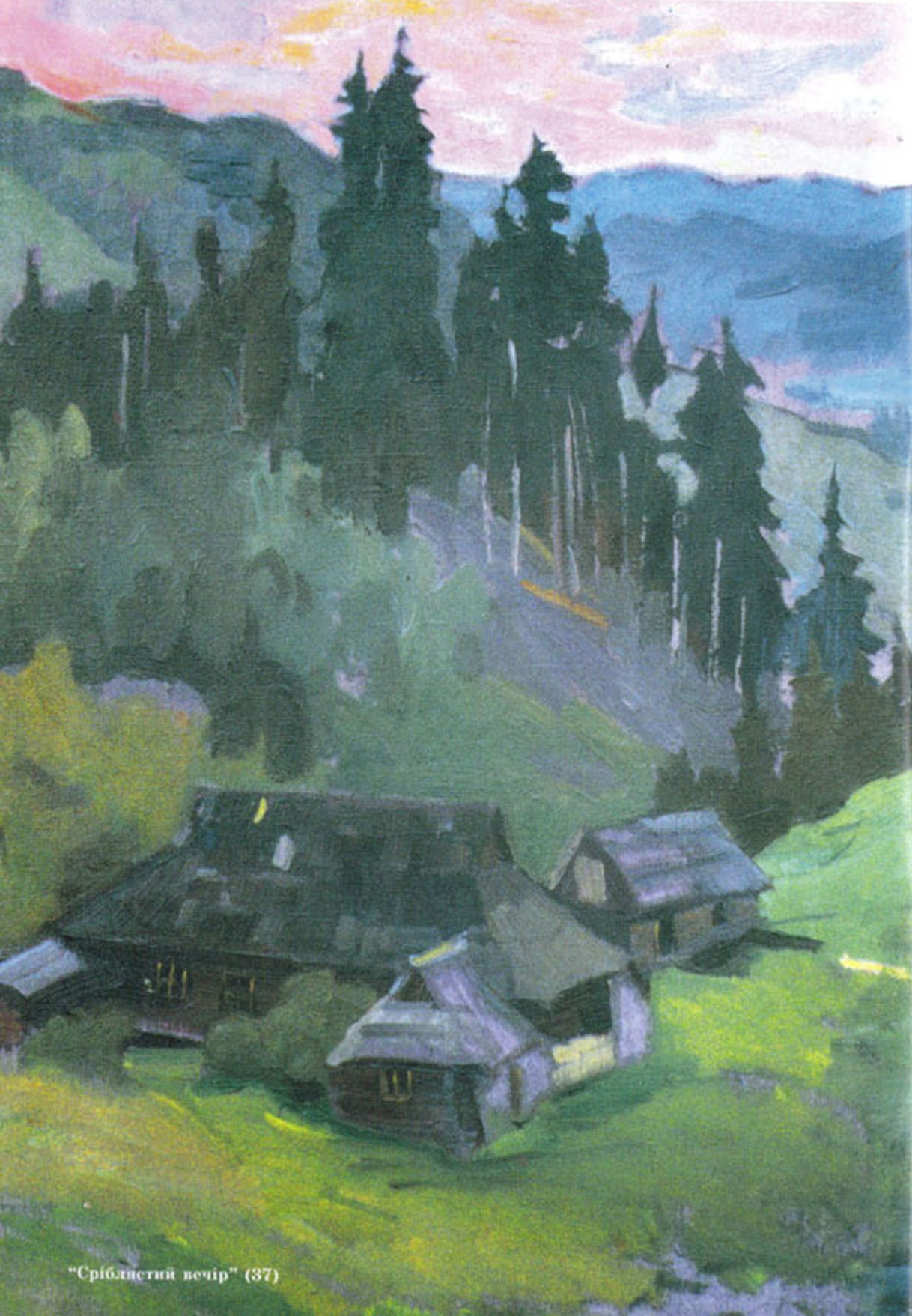
Sera argentea, (1963). Olio su tela, 77.5 × 54 cm. Museo Ivan Hončar, Kiev.
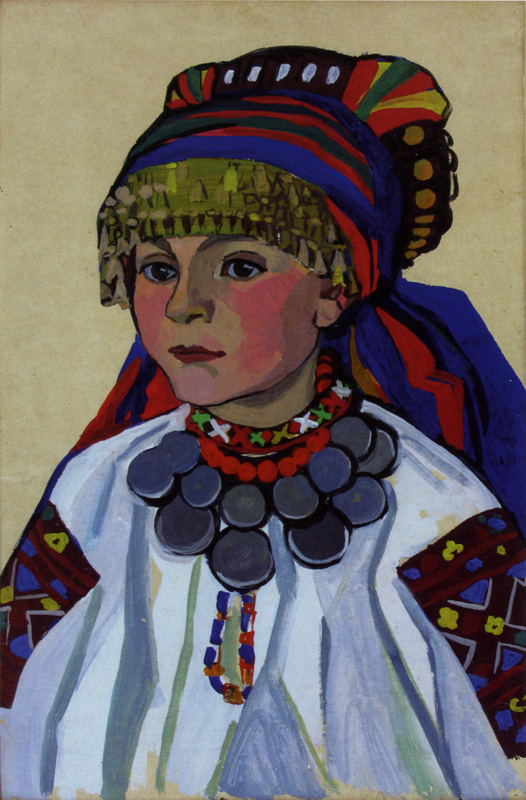
Principessa Gannusya, (1962). Olio su tela, 67 × 46 cm.